# محمد باشا الكرجي
محمد باشا الكرجي (بالتركية: Gürcü Mehmed Paşa)‏ كان الصدر الأعظم للدولة العثمانية في الفترة ما بين 27 سبتمبر 1651 حتى 20 يونيو 1652. تُوفي في 1665 بمدينة بودا. 